# Alexei Edmundowitsch Suworow
Alexei Edmundowitsch Suworow (russisch Алексей Эдмундович Суворов, wiss. Transliteration Aleksej Ėdmundovič Suvorov; * 17. September 1991 in Kirow) ist ein ehemaliger russischer Eisschnellläufer.

## Werdegang
Suworow trat international erstmals bei den Juniorenweltmeisterschaften 2010 in Moskau in Erscheinung. Dort nahm er an vier Läufen teil, wobei der 13. Platz über 5000 m und der sechste Rang in der Teamverfolgung seine besten Platzierungen waren. Im folgenden Jahr waren bei den Juniorenweltmeisterschaften in Seinäjoki der 12. Platz im Mehrkampf sowie der vierte Rang in der Teamverfolgung seine besten Ergebnisse. Im November 2011 startete er in Tscheljabinsk erstmals im Eisschnelllauf-Weltcup und errang dabei in der B-Gruppe den 15. Platz über 5000 m. Bei der Winter-Universiade 2013 in Baselga di Piné wurde er Vierter über 1500 m und gewann die Bronzemedaille in der Teamverfolgung. In der Saison 2013/14 erreichte er mit je Platz 18 über 1500 m in Astana sowie in Inzell sein bestes Resultat im Weltcup und belegte bei den Olympischen Winterspielen 2014 in Sotschi den 25. Platz über 1500 m. Seinen letzten Weltcup absolvierte er im Februar 2015 in Hamar, welchen er in der B-Gruppe auf den siebten Platz über 1500 m beendete.

## Erfolge

### Olympische Spiele
- 2014 Sotschi: 25. Platz 1500 m

### Persönliche Bestzeiten
| Disziplin | Zeit         | Datum             | Ort            |
| --------- | ------------ | ----------------- | -------------- |
| 500 m     | 37,15 s      | 12. Januar 2014   | Hamar          |
| 1000 m    | 1:11,23 min  | 3. Februar 2014   | Sotschi        |
| 1500 m    | 1:44,97 min  | 15. November 2013 | Salt Lake City |
| 3000 m    | 3:52,74 min  | 26. Februar 2010  | Kolomna        |
| 5000 m    | 6:40:63 min  | 12. Januar 2014   | Hamar          |
| 10000 m   | 14:24,05 min | 29. November 2012 | Tscheljabinsk  |